# American Rifleman
American Rifleman est une publication mensuelle américaine consacrée au tir et aux armes à feu, appartenant à la National Rifle Association of America (NRA). Il s'agit du 33e magazine grand public le plus largement distribué et du principal magazine de la NRA. Le magazine a son siège à Fairfax, en Virginie.

## Histoire
Arthur Corbin Gould (en), tireur passionné et membre de la Massachusetts Rifle Associaion, publie The Rifle en 1885 dans le but d'attirer l'attention sur le tir à la carabine. The Rifle change ensuite de nom pour devenir Shooting and Fishing en 1888, s'ouvrant ainsi à d'autres sports de plein air. En 1894, alors que le magazine se nomme Shooting and Fishing, Gould assiste aux matchs de la National Rifle Association organisés à Sea Girt et est impressionné par le niveau de compétition, ce qui l'amène à écrire plusieurs éditoriaux incitant le public à adhérer à l'association. Cet appel a conduit à la revitalisation de la NRA et à la création d'un conseil d'administration chargé de gérer l'organisation au niveau national.

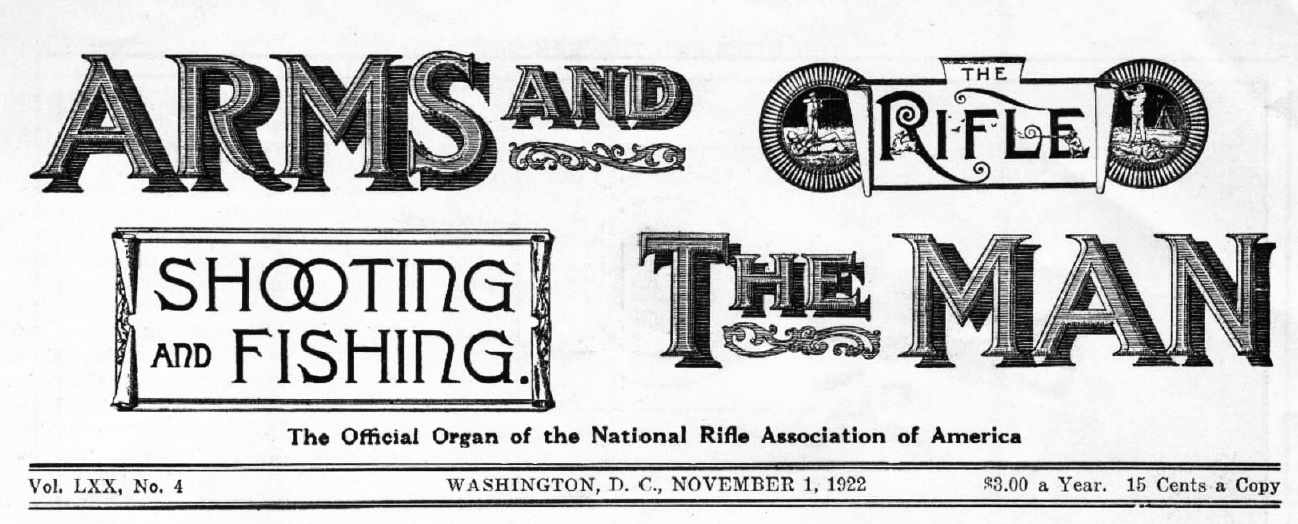
L'en-tête de 1922 de Arms and the Man incorporant les titres précédents

Après la mort de Gould en 1903, Shooting and Fishing se détériore. Il n'y a pas de lien officiel entre la NRA et le magazine, mais la notoriété de Gould dans le monde du tir avait aidé à établir et crédibiliser l'organisation qui tentait de s'implanter à l'échelle nationale. En 1906, James A. Drain, alors secrétaire de la NRA, achète le magazine et le rebaptise Arms and the Man, dont il devient le rédacteur en chef et l'éditeur. Deux ans plus tard, en tant que président de la NRA, Drain transfère le magazine et la NRA - officiellement deux entités distinctes - à Washington D.C. afin d'établir des liens plus étroits avec les aspects politiques du tir à la carabine. Bien qu'il n'y ait pas encore de lien explicite entre le magazine et la NRA, leur relation était extrêmement étroite.
En 1916, sept ans après la fin de sa présidence de la NRA, James A. Drain décide de se séparer du magazine afin de se consacrer entièrement à son cabinet d'avocats, bien que Arms and the Man soit devenu le meilleur magazine de son genre. Dans un premier temps, Drain tente en vain de vendre le magazine à son ancien rédacteur, Frank J. Kahrs, qui est depuis passé à Remington Arms, mais Kahrs suggère plutôt à Drain d'offrir le magazine à la NRA, puisque Arms and the Man était effectivement devenu un journal non officiel de la NRA. Le 1er juillet 1916, James A. Drain vend Arms and the Man à la NRA pour 1 dollar. Fred H. Phillips prend le poste de rédacteur en chef et Kendrick Scofield celui de rédacteur en chef adjoint. En raison des liens étroits entre Drain et l'organisation, bien qu'il y ait eu une transition dans la direction, il n'y eut pas d'interruption de la publication.
Après être passé sous le contrôle de la NRA, Arms and the Man, qui se concentrait principalement sur les résultats des compétitions de tir et les discussions sur les fusils, a commencé à s'étendre aux récits de chasse, à la balistique, aux armes de poing, au tir à la carabine et aux nouveaux produits de tir. En juin 1923, la publication change de nom pour la quatrième et dernière fois et prend le titre actuel de The American Rifleman. À la suite de ce changement de nom, la portée du magazine s'élargit et quatre écrivains influents, qui allaient contribuer à façonner l'avenir de The American Rifleman et des sports de tir en général, l'ont rejoint : Julian S. Hatcher (en), Charles Askins (en), Townsend Whelen et C.B. Lister. C'est également à cette époque qu'Hatcher lance sa rubrique The Dope Bag, une rubrique de questions-réponses écrites, qui existe toujours aujourd'hui. En 1928, The Dope Bag compte trois collaborateurs et répond à plus de 5 000 lettres cette année-là. L'importance du tir à la carabine, ainsi que la décision d'offrir à tous les membres de la NRA des exemplaires gratuits du magazine, ont contribué à faire passer le tirage à plus de 30 000 exemplaires, rendant la publication autonome pour la première fois de son histoire.
Malgré le climat économique difficile de la Grande Dépression dans les années 1930, The American Rifleman continue à gagner des lecteurs, atteignant finalement un tirage de 56 000 exemplaires et publiant sa première publicité en couleur de la Packard Car Company.
Pendant la Seconde Guerre mondiale, le rédacteur en chef Bill Shadel (en) reçoit des accréditations de presse de CBS et est envoyé à l'étranger pour couvrir le théâtre européen en tant que correspondant de guerre pour CBS et la NRA. Ses fonctions sont reprises par ses rédacteurs associés, et The American Rifleman publie des articles et des interviews de Shadel jusqu'à la fin de la guerre,. Pendant la Seconde Guerre mondiale, la taille du magazine doit être réduite de moitié en raison de la pénurie de papier. En raison de la mauvaise qualité du papier utilisé, The American Rifleman commence à s'appuyer davantage sur les dessins que sur la photographie. Le dessinateur James T. Berryman (en), lauréat du prix Pulitzer de caricature éditoriale, est engagé comme directeur artistique. Après la guerre, C.B. Lister reste rédacteur en chef du magazine.
The American Rifleman continue à prendre de l'ampleur après la Seconde Guerre mondiale. Lee Harvey Oswald tue le président américain John F. Kennedy avec une carabine achetée dans une publicité de Klein's Sporting Goods dans le numéro de février 1963 d'American Rifleman. Cela provoque ce que le magazine a appelé « une vague de sentiments anti-armes à feu » et une « demande presque universelle de contrôles plus stricts sur les ventes d'armes à feu par correspondance ».
En 1966, Ashley Halsey Jr. devient rédacteur en chef du magazine, mettant davantage l'accent sur le domaine politique, compte tenu de l'importance des projets de loi proposés par le sénateur Thomas Dodd (en) visant à restreindre la vente d'armes à feu au-delà des frontières de l'État. Halsey Jr. est rédacteur au Saturday Evening Post pendant 18 ans et se fait connaître pour ses éditoriaux et ses articles d'investigation. En 1971, The American Rifleman publie un numéro spécial pour le centenaire de 168 pages, de loin le plus grand de l'histoire du magazine. L'édition du centenaire comprend également les premières photographies d'armes à feu en couleur et en taille réelle jamais publiées dans le magazine. Peu de temps après, en octobre 1973, des articles sur la chasse, des critiques et des conseils font l'objet d'une publication distincte, American Hunter, qui est rentable deux ans après sa création. En 1993, la NRA lance un autre magazine intitulé America's First Freedom, spécialisé dans l'activisme politique.

## Contenu
Le magazine est l'un des quatre magazines appartenant à la NRA et compris dans l'abonnement à la NRA, bien que des abonnements à prix réduit sans abonnement au magazine soient disponibles.
Chaque numéro contient des critiques de différentes armes à feu, des articles historiques sur les armes à feu, des informations techniques sur le rechargement, des notes du président de la NRA et une rubrique intitulée The Armed Citizen (« Le Citoyen armé ») qui répertorie des événements spécifiques de personnes se défendant avec succès à l'aide d'une arme à feu.